# Santa Maria de Vilanova d'Éssera
Santa Maria de Vilanova d'Éssera és una església romànica llombarda del segle xi-XII, situada al municipi de Vilanova d'Éssera, dins de la Franja de Ponent a la comarca de la Ribagorça.
La seva planta és una nau i absis cilíndric amb arcuacions cegues i una capella lateral, amb un campanar en torre quadrada de 3 pisos amb escales d'accés exteriors. La portalada és dovellada de mig punt (renovada).
El seu estat és descuidat i actualment no està en ús.